# Арк (Лот)
Арк (фр. Arques) насеље је и општина у јужној Француској у региону Миди Пирене, у департману Лот која припада префектури Каор.
По подацима из 2011. године у општини је живело 217 становника, а густина насељености је износила 14,42 становника/km². Општина се простире на површини од 15,05 km². Налази се на средњој надморској висини од 254 метара (максималној 325 m, а минималној 145 m).

## Демографија
| 1962. | 1968. | 1975. | 1982. | 1990. | 1999. | 2011. |
| ----- | ----- | ----- | ----- | ----- | ----- | ----- |
| 210   | 230   | 177   | 173   | 160   | 158   | 217   |

График промене броја становника у току последњих година